# Transliteration
Transliteration ist die buchstabenweise eindeutig umkehrbare Umschrift eines Wortes von einem Schriftsystem in ein anderes. Die Bezeichnung ist abgeleitet aus lateinisch trans „hinüber“ und litera [auch littera] „Buchstabe“. 
Sie wird, nicht zuletzt wegen der dazu häufig erforderlichen diakritischen Zeichen, nur in der Wissenschaft angewendet.
Transkription dagegen ist die aussprachenahe oder traditionelle Umschrift eines Wortes gemäß Wörterbuch der Zielsprache, die in den übrigen Medien zur Allgemeinverständlichkeit verwendet wird, im Bibliothekswesen, damit ein vertrauter Begriff gefunden werden kann.
Als Umschrift im weitesten Sinne ist noch die Ausspracheerklärung hinter einem Eintrag zu nennen. Sie erfolgt in eckigen Klammern nach den Regeln des Internationalen Phonetischen Alphabetes.
| Neugriechisches Wort   | Transliteration        | Transkription       | Bemerkungen zur Aussprache                                                        |
| ---------------------- | ---------------------- | ------------------- | --------------------------------------------------------------------------------- |
| Ελληνική Δημοκρατία    | Ellēnikḗ Dēmokratía    | Elliniki Dimokratia | Δ/δ wie englisch th in this ([ð])                                                 |
| Ελευθερία              | Eleuthería             | Eleftheria          | Θ/θ wie englisch th in thing ([θ])                                                |
| βασιλεύς εν Ναυπλίω    | basileús en Nauplíō    | vasilefs en Nafplio | Β/β wie deutsch w; αυ/ευ wie deutsch af/ef vor harten Konsonanten                 |
| Ευαγγέλιο              | Euaggélio              | Evangelio           | Ευ/ευ wie deutsch ew vor Vokalen und weichen Konsonanten; γγ wie deutsch ng ([ŋ]) |
| των υιών               | tōn uiṓn               | ton ion             | υ/υι wie deutsch i                                                                |
| Μπερλίν, Ντακάρ, Γκέντ | Mperlín, Ntakár, Gként | Berlin, Dakar, Gent | μπ/ντ/γκ (Digraphe) wie deutsch b/d/g                                             |

Beispiele für Transliterationssysteme bestehen für Arabisch, Armenisch, Bulgarisch, Griechisch, Hebräisch, Koreanisch, Mazedonisch, Persisch, Russisch, Sanskrit, Serbisch, Thailändisch (Thai), Ukrainisch und Belarussisch.
Keine Transliterationssysteme, sondern nur Transkriptionssysteme gibt es für komplexe Schriften wie Chinesisch.

## Beispiel zur Transliteration und Transkription aus einer Konsonantenschrift
Dieses Beispiel eines persischen Zweizeilers verdeutlicht die Unterscheidung zwischen Transliteration und Transkription nach den Vorgaben der Deutschen Morgenländischen Gesellschaft (DMG):
Beschreibung: Erste Zeile aus dem Mas̱nawī-ye ma‘nawī („Geistige Zweizeiler“) des Rumi: »Hör die Flöte, was sie sagt / Wie sie ums Getrenntsein klagt«
Ausgangstext: بشنو از نى چون حكايت ميكند / از جدائى ها شكايت ميكند
Transliteration: BŠNW ’Z NY ČWN ḤK’YT MYKND / ’Z ǦD’’Y H’ ŠK’YT MYKND
In der Orientalistik erfolgt die Transliteration mittels Großbuchstaben, um sie von der Transkription deutlich zu unterscheiden.
Transkription: bešnau az ney čūn ḥekāyat mīkonad / az ǧodā’ī-hā šekāyat mīkonad
Vokalisation nach der im heutigen Iran üblichen Aussprache, die sich vom „Ostpersischen“ in Afghanistan, Tadschikistan und dem Indischen Subkontinent unterscheidet.

## Normen

### Deutsche Normen
- DIN 1460 Umschrift kyrillischer Alphabete slawischer Sprachen
- DIN 1460-2 Umschrift kyrillischer Alphabete nicht-slawischer Sprachen
- DIN 31634 Umschrift des griechischen Alphabets
- DIN 31635 Transliteration der arabischen in die lateinische Schrift
- DIN 31636 Transliteration der hebräischen in die lateinische Schrift
- DIN 32706 Umschrift des armenischen Alphabets
- DIN 32707 Umschrift des georgischen Alphabets
- DIN 32708 Umschrift des Japanischen (Ausgabe August 2014; verweist auf das Hepburn-System  und beschreibt auch ausführlich die Umschrift von Satzzeichen)
- DIN 33903 Umschrift Tamil
- DIN 33904 Transliteration Devanagari

### Internationale Normen
- ISO 9 Transliteration von kyrillischen Zeichen ins Lateinische
- ISO 233 Internationale Norm für die wissenschaftliche Transliteration der arabischen in die lateinische Schrift
- ISO 259 Lateinische Transliteration hebräischer Buchstaben
- ISO 843 Konversion griechischer Buchstaben in lateinische
- ISO 3602 Umschrift der japanischen Silbenschrift ins Lateinische (Kunrei-System)
- ISO 9984 Transliteration der georgischen Schrift ins Lateinische
- ISO 9985 Transliteration der armenischen Schrift ins Lateinische
- ISO 11940 Transliteration der thailändischen Schrift
- ISO 11941 Transliteration der koreanischen Schrift ins Lateinische
- ISO 15919 Transliteration von Devanagari und verwandten indischen Schriften ins Lateinische